# Ley de rotulado de alimentos
La Ley de rotulado de alimentos, Decreto Nº 117/006 establece la rotulación frontal obligatoriamente de la composición de alimentos en Uruguay, el 29 de agosto de 2018.
Se realiza una rotulación a través del diseño octagonal de fondo negro y borde blanco de 3,5 por 3,5 cm, que marcan la cantidad de exceso de: sodio, azúcares, grasas y grasas saturadas. El rotulado nutricional es toda descripción destinada a informar al consumidor sobre las propiedades nutricionales que tiene un alimento.

## Contexto
La alimentación incorrecta o inadecuada es una de las enfermedades no trasmisibles que constituye el principal problema de salud pública uruguaya, donde dos de cada tres personas tiene sobrepeso. Esto provoca hipertensión, diabetes y enfermedades cardiovasculares y obesidad que deriva en distintas enfermedades reduciendo la calidad de vida de los uruguayos.
La Organización Panamericana de la Salud (OPS), la Organización Mundial de la Salud (OMS), el Fondo de las Naciones Unidas para la Infancia (Unicef) y la Organización de las Naciones Unidas para la Alimentación y la Agricultura (FAO) destacaron en 2018 a Uruguay por su normativa.
En los países miembros del Mercosur ya habían acordado en trabajar conjuntamente para establecer un etiquetado frontal de alimentos envasados en la región. Chile fue el primer país del mundo que implementó una ley de etiquedados a través de la Ley N° 20.606 para cumplir con los octágonos negros en sus alimentos, a partir de esta ley diversos países del mundo implementaron la normativa, incluido el Uruguay.

## Instancias
En primer decreto fue el Decreto N° 272/018.
En febrero de 2020 se prórroga por un año la implementación obligatoria, aunque varias empresas comienzan a poner en sus productos el etiquetado frontal.
En enero de 2021 se modifican los valores y se elevan la cantidad de sodio, azúcar y grasas para el etiquetado de alimentos.
El 29 de enero de 2021 son trece las organizaciones de salud y de la sociedad civil, que cuestionaron al gobierno por elevar la cantidad considerada exceso de azúcar, grasas y sodio en alimentos procesados.
El Sindicato Médico de Uruguay (SMU) alertó por la falta de criterio científico de la medida de aumento.
La Sociedad Uruguaya de Cardiología (SUC), la Alianza de la Sociedad Civil para el control de las Enfermedades No Transmisibles (AENT), que manifestaron su preocupación por la nueva modificación del anexo del Decreto N° 246/020 que aumenta los valores.
La ley no contempla la prohibición de dibujos animados o similares en empaquetados de productos, como en otros países.
El 1 de febrero de 2021 comenzaría la fiscalización correspondiente en el territorio uruguayo.

“La mayor parte de ese azúcar viene de productos lácteos como postres, yogures, los refrescos, las galletitas. Este nuevo decreto lo que hace es flexibilizar los criterios que se consideran para definir que un alimento tiene exceso de azúcar. Eso quiere decir que va a haber muchísimos productos que tienen muchísima cantidad de azúcar que no van a tener el símbolo de exceso cuando deberían tenerlo.”
Gastón Ares, Universidad de la República, febrero de 2021.

## Valores

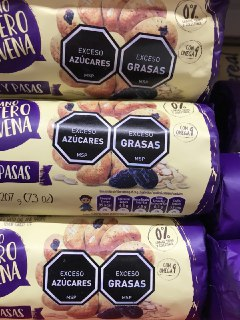
Octágonos negros exceso de azúcares y grasas.

Los valores recomendados por OPS, FAO, UNICEF en base a la evidencia científica disponible, solicitan al gobierno que se mantuviera el Decreto N° 272/018 con los siguientes valores:
En azúcar: cada 100 gr de alimentos sólidos 10 gr de azúcar, y cada 100 ml de alimentos líquidos 3 gr de azúcares.
En sodio: cada 100 gr de alimentos sólidos 400 mg de sodio, y cada 100 ml de alimentos líquidos 200 mg de sodio.
En grasas: cada 100 gr de alimentos sólidos 9 gr de grasas totales, y cada 100 ml de alimentos líquidos 4 gr de grasas totales.
En grasas saturadas: cada 100 gr de alimentos sólidos 4 gr de grasas saturadas, y cada 100 ml de alimentos líquidos 3 gr de grasas saturadas.
En el caso de los alimentos sólidos, por cada 100 gr el valor límite se eleva de 10 a 13 gramos de azúcar, de nueve a 13 gramos de grasas totales, y de cuatro a seis gramos de grasas saturadas. En el caso de los alimentos líquidos, se mantiene los valores límite cada 100 mililitros.

El etiquetado frontal en los alimentos protege al ciudadano frente a engaños que fomenten el consumo de productos no saludables.
Organización Mundial de la Salud, junio de 2018.

«Uruguay es el único país del mundo que optó por seguir los criterios de la OPS.»
 Susana Socolovsky, septiembre de 2018.

## Aplicación

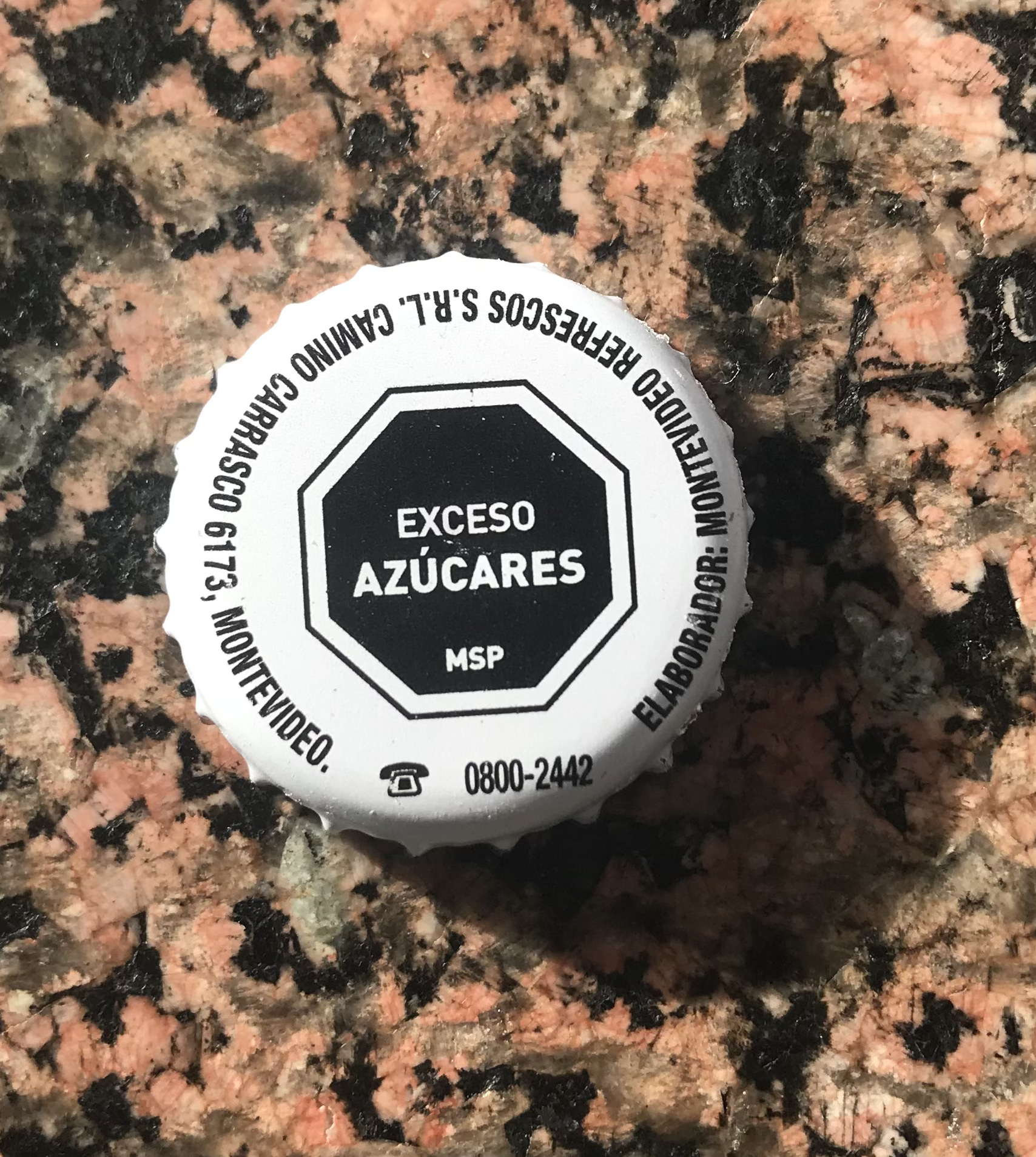
Tapa de refresco con octógono de fondo negro en 2021.

Tras la puesta en vigencia de la Ley el Ministerio de Salud Pública (MSP) fiscalizó y detectó al menos 300 incumplimientos en los etiquetados .
En noviembre de 2023 se determinó las cantinas de centros educativos públicos (escuelas, liceos y universidades) no podrán vender ningún alimento con octógonos a partir de enero de 2024.
No se venderá ningún alimento o refresco con octógonos que indiquen “Exceso” de: azúcares, grasas, grasas saturadas o sodio en el frente del envase.
También se encuentra prohibida la publicidad en centros educativos de los productos que no estén allí. Con esta media se busca mejorar la ingesta de alimentos y bebidas entre estudiantes.